# María Antonia Trujillo Rincón
María Antonia Trujillo Rincón (Peraleda del Zaucejo, Extremadura, 18 de desembre de 1960) és una política espanyola, primera Ministra d'Habitatge en el govern de José Luis Rodríguez Zapatero.

## Biografia
Va néixer el 18 de desembre de 1960 a la població extremenya de Peraleda del Zaucejo, situada a la província de Badajoz. Va estudiar dret a la Universitat d'Extremadura, on es va llicenciar el 1985 i doctorar el 1991.
Interessada per la docència, va ser professora de dret constitucional en aquesta mateixa universitat. Experta en dret autonòmic, ha participat en diversos projectes de recerca sobre el desenvolupament de l'Estat de les Autonomies i ha publicat monografies i articles sobre el mateix tema. A la Universitat d'Extremadura ha estat delegada de Relacions Internacionals i presidenta de la Junta de Personal Docent i de Recerca.

## Activitat política
Membre del Partit Socialista Obrer Espanyol (PSOE), l'any 1996 fou nomenada consellera del Consell Econòmic i Social d'Extremadura. El 1999 Juan Carlos Rodríguez Ibarra, president de la Junta d'Extremadura, la nomenà Consellera de la Presidència, i posteriorment fou consellera de Foment i l'artífex d'un Pla Regional d'Habitatge, que consisteix bàsicament a aportar sòl públic de franc als promotors perquè aquests construeixin habitatges a un preu assequible —uns 60.000 euros.
En la victòria socialista en les eleccions generals de 2004, el nou president José Luis Rodríguez Zapatero la nomenà Ministra d'Habitatge, ministeri de nova creació amb competències exclusives sobre habitatge. El 6 de juliol de 2007 va ser rellevada d'aquest càrrec, sent nomenada en el seu lloc Carme Chacón.

## Polèmiques
Alguns dels seus comentaris a Twitter han suscitat polèmiques. El 2013 va escriure: «¿Per a quins assumptes importants serveix saber català?». A més, va afegir-hi: «Ahir (dissabte) vaig preguntar per les coses importants per les quals serveix saber català. Tret de dos o tres, ningú ha respost»; «Això sí, han demostrat que serveix per a insultar».